# Raster

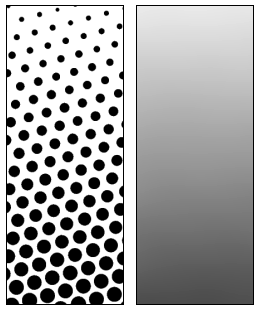
Till höger illustreras hur det mänskliga ögat skulle uppfatta prickarna till vänster från tillräckligt långt avstånd

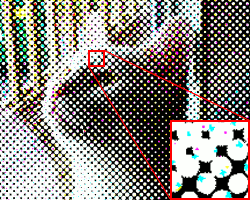
Bilden på katten ovan består av flera rasterpunkter

En traditionell rasterpunkt (B) utgörs av exponeringspunkter (C) i en rastercell (rasterpunktmatris) (A)

Raster är ett hjälpmedel som används i grafisk reproteknik för uppdelning av en bild i punkter eller linjer för att vid tryckning möjliggöra återgivning av bildens halvtoner. Ett fotografi innehåller kontinuerliga toner, en tryckpress kan inte hantera sådana. Den arbetar i stället med tryckande och icke tryckande ytor och fungerar ungefär som en stämpel. För att ändå kunna återge gråtoner använder man raster, även om bilden är svartvit. När man tittar på bilden från ett normalt avstånd ser allt ut att smälta samman.

## Rasterpunkt
Rasterpunkter kallas de punkter som bygger upp en halvtonsyta i exempelvis offset eller xerografi (elektrografi) – se bild. Rasterpunkten är, i traditionellt raster, resultatet av den exponerade delen av en rastercell.
Traditionella rasterpunkter är runda till formen, men det finns även andra typer av rasterformer, exempelvis elliptiska eller kvadratiska.
Den traditionella rasterpunktens storlek avgörs av rastertätheten (rasterceller per längdenhet: lpi (lines per inch)) och upplösningen på utenheten (antal exponeringspunkter per längdenhet i plåtsättaren, filmsättaren eller laserskrivaren etc.: dpi (dots per inch)).

## Punkt- och linjeraster inom illustration
Rastermönster för överföring via gnuggning används inom illustration och serieskapande för framställandet av gråskalor i bilder tryckta i svartvitt. De är i regel i form av punktraster eller linjeraster. Linjeraster kan jämföras med äldre tryckteknikers bruk av skraffering.

## Stokastiskt raster
I ett stokastiskt raster (se även stokastisk variabel) är istället tryckpunkterna lika stora – i praktiken mycket små – men utplacerade slumpmässigt. Slutresultatet kan, om tekniken hanteras rätt, blir ett mycket mer naturtroget och "exakt" resultat. Denna är en modern teknik som utvecklats på senare år (från 1990-talets mitt).